# Gerald David Lascelles
Gerald David Lascelles (21 août 1924 - 27 février 1998) est le fils cadet d'Henry Lascelles (6e comte de Harewood) et de Mary, princesse royale, fille du roi George V et de la reine Mary. Il est un cousin germain de la reine Élisabeth II. Il est titré l'honorable Gerald Lascelles.

## Biographie
Lascelles est né à Goldsborough Hall, près de Knaresborough, West Riding of Yorkshire, et est baptisé avec le prince de Galles et la duchesse d'York comme parrains et marraines représentés par procuration . Le baptême a lieu à l'église St. Mary's du village de Goldsborough . À sa naissance, il est 7e dans l'ordre de succession.

### Mariages et famille
Le 15 juillet 1952, il épouse Angela Dowding (20 avril 1919 - 28 février 2007) à St. Margaret's, Westminster. Ils emménagent dans une maison à Albion Mews, W2. Avant de divorcer en juillet 1978, ils ont un fils :
- Henry Ulick Lascelles (né le 19 mai 1953), qui épouse Alexandra Morton (15 avril 1953) le 25 août 1979 (divorcés le 20 octobre 1999) et se remarie à Fiona Wilmott le 2 juin 2006. Il a un fils de son premier mariage, Maximilian John Gerald, né le 19 décembre 1991.

Le 17 novembre 1978, Lascelles se remarie à l'actrice Elizabeth Colvin  (née Elizabeth Evelyn Collingwood, 23 avril 1924 - 14 janvier 2006), à Vienne, en Autriche. Ils ont un fils :
- Martin David Lascelles (né le 9 février 1962 à Londres), né avant leur mariage. Martin épouse Charmaine Eccleston (née le 24 décembre 1962 à Kingston, Jamaïque) le 23 avril 1999 et ils ont un fils, Alexander Joshua, né le 20 septembre 2002. Martin a également une fille illégitime avec la chanteuse Carol Anne Douet (née le 4 mai 1962 à Londres) [4] nommée Georgina Elizabeth, née le 22 décembre 1988 [4].

Lascelles est président du British Racing Drivers' Club de 1964 à 1991, après la mort de Francis Curzon qui avait demandé à Lascelles de le remplacer. Dans son poste de président du BRDC, Lascelles est invité par l'Australian Racing Drivers Club, promoteur de la course de voitures de tourisme Bathurst 1000, à être le grand maréchal de la course de 1985.
Il est également un passionné de jazz et il collabore avec le journaliste et rédacteur en chef de magazine Sinclair Traill à la compilation des populaires annuaires Just Jazz dans les années 1950.
Lascelles est décédé à Bergerac, en France, en 1998.